# Henrik VIII och hans sex hustrur
Henrik VIII och hans sex hustrur (engelska: Henry VIII and His Six Wives) är en brittisk film från 1972 i regi av Waris Hussein.
Filmen har relationer till miniserien från 1970, med titeln Henrik VIII:s sex hustrur. Kungen spelas även här av Keith Michell, men med andra skådespelare i rollerna som drottningarna. Filmen gjorde dock inte samma succé som miniserien gjorde.

## Rollista i urval
- Keith Michell – Henrik VIII
- Frances Cuka – Katarina av Aragonien
- Charlotte Rampling – Anne Boleyn
- Jane Asher – Jane Seymour
- Jenny Bos – Anna av Kleve
- Lynne Frederick – Katarina Howard
- Barbara Leigh-Hunt – Katarina Parr